# Krępnik rdzawoskrzydły
Krępnik rdzawoskrzydły (Batis capensis) – gatunek małego ptaka z rodziny krępaczków (Platysteiridae). Występuje w południowej części Afryki. Nie jest zagrożony wyginięciem.

## Taksonomia
Po raz pierwszy zgodnie z zasadami nazewnictwa binominalnego gatunek ten opisał Karol Linneusz w 1766 w 12. edycji Systema Naturae. Nadał nowemu gatunkowi nazwę Muscicapa capensis. Jako miejsce typowe wskazał Przylądek Dobrej Nadziei. Obecnie (2020) Międzynarodowy Komitet Ornitologiczny (IOC) umieszcza krępnika rdzawoskrzydłego w rodzaju Batis. Wyróżnia 6 podgatunków. Podgatunki B. c. dimorpha (krępnik górski) i B. c. sola bywają wydzielane do rangi osobnego gatunku. Populacja z góry Namuli (północny Mozambik) uznawana jest za reprezentującą B. c. dimorpha, jednak możliwe, że reprezentuje osobny podgatunek.

## Podgatunki i zasięg występowania
IOC wyróżnia następujące podgatunki:
- B. c. sola Lawson, 1964 – północne Malawi i, lokalnie, Zambia (płaskowyż Nyika, Mafinga Hills)[4]
- B. c. dimorpha (Shelley, 1893) – krępnik górski – góry centralnego i południowego Malawi oraz przyległego obszaru zachodniego Mozambiku (góra Namuli)[4]
- B. c. kennedyi Smithers & Paterson, 1956 – Matopo Hills (południowo-zachodnie Zimbabwe)[4]
- B. c. erythrophthalma Swynnerton, 1907 – wyżyny wschodniego Zimbabwe i przyległy obszar Mozambiku[4]
- B. c. hollidayi Clancey, 1952 – północno-wschodnia Południowa Afryka (na południe od gór Soutpansberg), Suazi i przyległy obszar południowego Mozambiku (Lebombo Highlands)[4]
- B. c. capensis (Linnaeus, 1766) – krępnik rdzawoskrzydły – południowa Południowa Afryka (Prowincja Przylądkowa Zachodnia na wschód po zachodni KwaZulu-Natal) i wschodnie Lesotho[4]

Północna granica zasięgu sięga równoleżnika 2°S.

## Morfologia
Długość ciała wynosi 12–13 cm; masa ciała 8,9–15,6 g. Długości skrzydeł dla nieokreślonej liczby osobników: B. c. capensis – 57,5–63,5 mm; B. c. hollidayi – 57,5–64 mm; B. c. erythrophthalma – 58–63 mm; B. c. kennedyi: samce średnio 65,7 mm, samice – 62,5 mm.
Krępniki rdzawoskrzydłe to bardzo przysadziste ptaki. Mają szarawą głowę, z przodu głowy czarny obszar i czerwonawe tęczówki. Występuje dymorfizm płciowy w upierzeniu. U ptaków obu płci spód ciała biały. U samców przez pierś przebiega szeroki, czarny pasek, a przez skrzydło biały (u ptaków z północy) lub rdzawy (u ptaków z południa zasięgu) pasek skrzydłowy; boki ciała są tego samego koloru, co pasek skrzydłowy u danego osobnika. U samicy zarówno broda, przepaska na piersi, pasek skrzydłowy jak i boki są rdzawe. U samców podgatunku nominatywnego wierzch głowy i kark są łupkowoniebieskie, wyraźnie oddzielone od grzbietu w kolorze umbry. Przedstawicieli B. c. hollidayi odróżnia barwa grzbietu, mniej brązowa, a bardziej oliwkowozielona. Samce po bokach są jaśniejsze, zaś samice mają węższą i jaśniejszą przepaskę na piersi. Reprezentantów B. c. erythrophthalma cechuje stosunkowo jednolity wierzch ciała – szary grzbiet i kuper nie wydają się być bardzo kontrastowe w stosunku do łupkowoszarej głowy. Ptaki podgatunku B. c. kennedyi wyróżnia jaśniejszy niż u przedstawicieli B. c. erythrophthalma wierzch głowy i kark; do tego mają również bardziej szary wierzch ciała. Spód ciała jest ogółem jaśniejszy, tak jak i boki; samice mają węższy pas na piersi. Paski skrzydłowe są płowe.

## Ekologia i zachowanie
Krępniki rdzawoskrzydłe łatwo adaptują się do nowych środowisk. Zamieszkują między innymi lasy górskie i lasy wiecznie zielone, zwarte lasy, doliny Niskiego Weldu, zadrzewienia akacji wzdłuż cieków, plantacje, sady i ogrody. Zasiedlają także zdegradowane lasy. Zwykle żerują na niższych gałęziach krzewów i drzew, zbierając bezkręgowce z kory. W ich diecie stwierdzono chrząszcze, motyle i muchówki. Odzywają się długim, monotonnym gwizdem, który wydają z siebie zarówno samce, jak i samice.

### Lęgi
Okres lęgowy trwa od września do marca, przeważnie w październiku i grudniu. W ciągu roku krępniki rdzawoskrzydłe mogą wyprowadzić 1 lub 2 lęgi. W budowie gniazda uczestniczą oba ptaki z pary. Gniazdo ma formę małego kubeczka o grubych ściankach, budulec stanowi suchy materiał roślinny spojony pajęczynami. Wyściółkę stanowi delikatna materia roślinna lub włosie. Przeważnie gniazdo ulokowane jest na poziomej gałęzi niewielkiego krzewu, na wysokości od 1 do 9 (przeważnie 3) m nad ziemią. Gniazda nie są bardzo osłonięte, mimo tego są trudne do znalezienia ze względu na panującą w zakrzewieniu ciemność. Pisklętami zajmuje się głównie samica, która opiekuje się nimi w gnieździe i karmi pokarmem dostarczonym przez samca. Młode opuszczają gniazdo w wieku około 16 dni.

## Status i zagrożenia
IUCN od 2016 uznaje krępniki rdzawoskrzydłego i górskiego za osobne gatunki, oba zalicza do kategorii najmniejszej troski (LC, Least Concern). Ze względu na brak dowodów na spadki liczebności bądź istotne zagrożenia dla tych ptaków, BirdLife International uznaje trend liczebności populacji obu tych taksonów za stabilny.